# Харслебен
Харслебен (нем. Harsleben) — община в Германии, в земле Саксония-Анхальт. 
Входит в состав района Хальберштадт. Подчиняется управлению Боде-Хольтемме. Население составляет 2209 человек (на 31 декабря 2010 года). Занимает площадь 27,86 км².